# Джон Стейнбек
Джон Сте́йнбек (англ. John Steinbeck [ˈstaɪnˌbək]; 27 лютого 1902 — 20 грудня 1968) — відомий і популярний письменник в американській літературі XX століття. Виграв Пулітцерівську премію за романи «Грона гніву» (англ. Grapes of Wrath), що вийшов 1939 року, та «Про людей та мишей» (Of Mice and Men) — 1937 року. За життя встиг написати 25 книг: 16 романів, 6 нехудожніх книг і кілька збірок оповідань. 1962 року Стейнбек отримав Нобелівську премію з літератури.

Дитинство Стейнбек провів у Салінаській долині в Каліфорнії, регіоном культурно різноманітним та багатим мігрантською та іммігрантською історією, що й вплинуло на його творчість, надавши творам регіональної своєрідності. Переїхав до Нью-Йорку та невдовзі, повернувшись у Каліфорнію, розпочав свою літературну кар'єру. Більшість ранніх творів молодого автора в основі мають сюжети й мотиви, пов'язані з його раннім життям — винятком становить його перший роман «Чаша золота» (Cup of Gold), який розповідає про пірата Генрі Морґана, пригоди котрого вразили дитячу уяву Стейнбека.

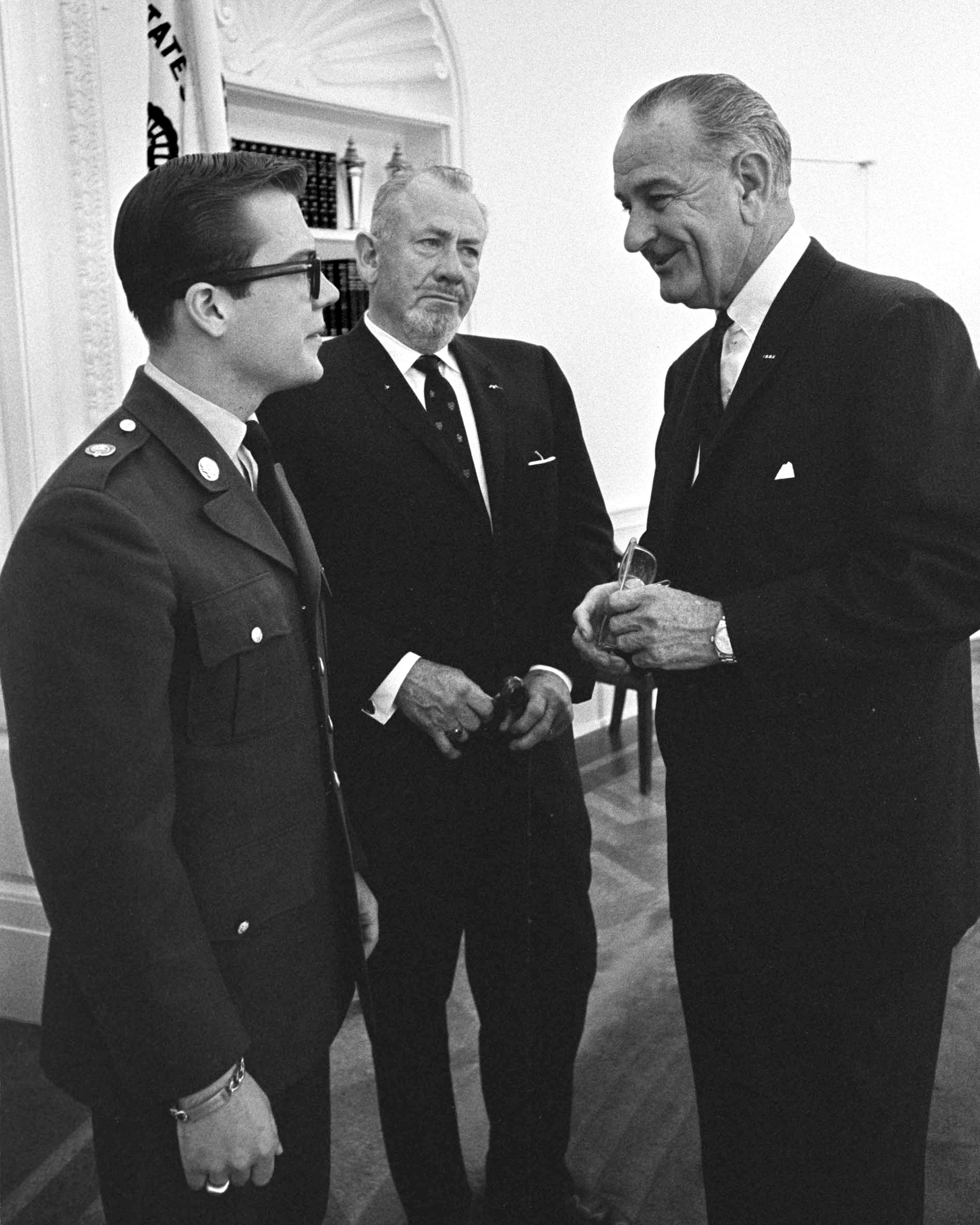
Джон Стейнбек (в центрі) з сином під час прийому в Білому домі президентом США Ліндоном Джонсоном (праворуч).

В основу голлівудських фільмів лягли 17 його творів (деякі з них знімалися неодноразово), включно з «Cannery Row» (1945), «The Pearl» (1947), та «East of Eden» (1952) — завдяки успіху яких Стейнбек завоював собі славу голлівудського письменника.

## Візит в Україну в 1947 році
У 1947 році Джон Стейнбек відвідав Україну. Про свої враження він написав у своєму «Russian Journal», виданому з фотографіями. Про Україну 11 серпня 1947 року з Києва він писав так: «Ми перебуваємо тут уже тиждень і лишатимемося тут до наступної п'ятниці. Чудова країна і чудове місто, але воно було так жорстоко, дико зруйноване німцями. Відбудова йде всюди, однак великі труднощі через відсутність механізмів та машин. Мій записник швидко заповнюється, а Капа багато фотографує, більшість знімків, на мою думку, прекрасні. Ми збираємо відмінний матеріал, але боюся, що газетам Херета він не сподобається. Ці українці — прекрасні приязні люди, з чудовим почуттям гумору. Я ретельно записую довгі розмови з селянами й робітниками, щоби не забути. Нам просто пощастило, що ми змогли сюди приїхати. Ми так багато побачили».
В Києві Стейнбек зустрічався з літераторами: Олександром Корнійчуком, Вандою Василевською, Натаном Рибаком, Юрієм Смоличем та Олексієм Полторацьким.

Жоден день перебування Стейнбека в Україні не обходився без контролю з боку Міністерства держбезпеки. В архівах СБУ знаходится повідомлення про візит Стейнбека, в якому українськи чекісти доповідали в Москву. МГБ дає наступну характеристику Стейнбеку: 
З натури Стейнбек мовчазний, багато не каже, запитань не ставить, на поставленні запитання відповідає неохоче, сухо, намагеється більше придивлятися, не висловлюючи думок.
Варто зауважити: письменник з США мав побачити в СРСР тільки те, що йому хотіли показати. Усі поїздки відбувалися за планом і в супроводі, а людей з якими спілкувались гості ретельно інструктували. Радянська влада розуміла, що матеріали Стейнбека побачить весь світ, тому імідж країни був державним питанням. Не дивно, що, наприклад, українські села 1947 року постають в очах американця краєм достатку та процвітання, мешканці якого ледь не силою загодовують американських гостей делікатесами. На масові голодні смерті, що відбувалися тут місяцями раніше немає найменшого натяку.

## Політичні погляди
З 1930-х років Стейнбек дотримувався лівих поглядів і підтримував зв'язки з профспілковим рухом, що знайшло відображення в його книзі «Грона гніву», за яку праві кола звинуватили його в «пропаганді комуністичних ідей». Його вчителями були радикальні журналісти Лінкольн Стеффенс і його дружина Елла Вінтер. У 1935 році Стейнбек вступив у прокомуністичну Лігу американських письменників. Через Френсіса Уїтакер, члена клубу Джона Ріда Комуністичної партії США, контактував з організаторами страйків із Промислового профсоюзу робітників сільського господарства і харчової промисловості (що входив до Конгресу промислових профспілок).
Перебував під наглядом ФБР (його досьє складає 71 сторінку), у 1942 році написав з цього приводу спеціальне лист генеральному прокурору США Френсісу Біддлу. При цьому розсекречені у 2012 році документи показують, що у 1952 році він сам пропонував свої послуги ЦРУ під час свого європейського турне. Перший - лист Стейнбека директору спецслужби Волтерові Сміту. Письменник повідомляє про підготовку до тривалої робочої поїздки: спочатку середземноморським регіоном, а потім різними європейськими країнами. Він зазначає, що радо надасть корисну послугу Смітові та його організації під час турне. Другий документ - це відповідь сміта. Очільник ЦРУ писав, що високо цінує пропозицію Стейнбека. Він пропонує зустрітися в Вашингтоні перед поїздкою та докладніше обговорити співпрацю. Оригінал другого листа можна побачити на сайті ЦРУ серед інших розсекречених документів часів Холодної війни. Цікавий факт, що документів пов'язаних з візитом Стейнбека до СРСР в 1947 році в розсекреченому архіві немає. 
У 1952 році вперше взяв активну участь у президентській кампанії, заступаючись за свого приятеля – ліберального демократа Адлая Стівенсона.
Виступав проти маккартизму, який називав одним із «найдивніших і страшних часів» в історії країни. Він публічно виступав проти позбавлення владою співака Поля Робсона його закордонного паспорта і переслідування драматурга Артура Міллера Комісією з розслідування антиамериканської діяльності.
За пропозицією Джона Ф. Кеннеді восени 1963 року відвідав країни східного блоку: СРСР (Москву, Київ, Ленінград, Єреван і Тбілісі), Польщу, Угорщину і Чехословаччину. Скоєне після його повернення вбивство президента глибоко потрясло його.
У 1966 році його молодшого сина Джона призвали в американську армію і відправили на війну у В'єтнамі. Спочатку Стейнбек писав, що «немає ніякої можливості перетворити В'єтнамську війну на благородне починання». Однак у липні 1966 року в у відповідному листі Євгену Євтушенку він указав на радянську участь у війні і закликав його припинити. Радянська преса, лист не надрукувавши, обрушилася на Стейнбека з різкою критикою, викрививши зміст листа. Вважається, що на Стейнбека вплинула інформація про сталінські репресії, яка стала відома письменнику у 1963 році.
Пізніше, у 1967 році, він, за проханням президента Ліндона Б. Джонсона, з яким дружив, відправився на півтора місяці військовим кореспондентом у В'єтнам і в серії репортажів фактично підтримав війну. New York Post розцінила це як зраду його ліберального минулого, в СРСР же почалася справжня травля, аж до порівнянь із соратниками Гітлера, а вихід його книг припинився на десятиліття.
В останній рік життя під впливом листів від сина з фронту він почав змінювати свою позицію в зворотний бік.

## Переклади українською
- Джон Стейнбек. Про мишей і людей / пер. з анг. Сергій Снігур. — К. : Видавнича група КМ-БУКС, 2016. — 128 с. — ISBN 978-617-7409-19-8. (перевидано у 2017)
- Джон Стейнбек. В сумнівній битві / пер. з анг. Ольга Смольницька. — К. : Видавнича група КМ-БУКС, 2016. — 352 с. — ISBN 978-617-7409-79-2.
- Джон Стейнбек. Подорожі з Чарлі в пошуках Америки / пер. з анг. Роман Клочко. — К. : Видавнича група КМ-БУКС, 2017. — 256 с. — ISBN 978-617-7535-26-2.
- Джон Стейнбек. Грона гніву / пер. з анг. Ольга Смольницька. — К. : Видавнича група КМ-БУКС, 2018. — 608 с. — ISBN 978-617-7535-24-8.
- Джон Стейнбек. На схід від Едему / пер. з анг. Тетяна Некряч. — К. : Видавнича група КМ-БУКС, 2018. — 736 с. — ISBN 978-617-7535-25-5.
- Джон Стейнбек. Російський щоденник / пер. з анг. Євгенія Іоніцой. — Літературна агенція «Друге дихання», 2018. — 186 с.
- Джон Стейнбек. Про мишей і людей / пер. з анг. Наталії Михаловської. — К. : Bookchef, 2022. — 112 с. — ISBN 978-617-548-121-9.
- Руденький поні : для серед. шк. віку / Д. Стейнбек ; пер. з англ. П. Шарандак ; мал. А. Паливода. - К. : Веселка, 1964. - 74 с.